# Transmac
Transportes Urbanos de Macau SARL (Transmac) (Chino: 澳門新福利公共汽車有限公司) en una de los dos operadoras de autobuses urbanos de Macao. También opera en Cantón, Zhongshan y Zhuhai en la China continental.

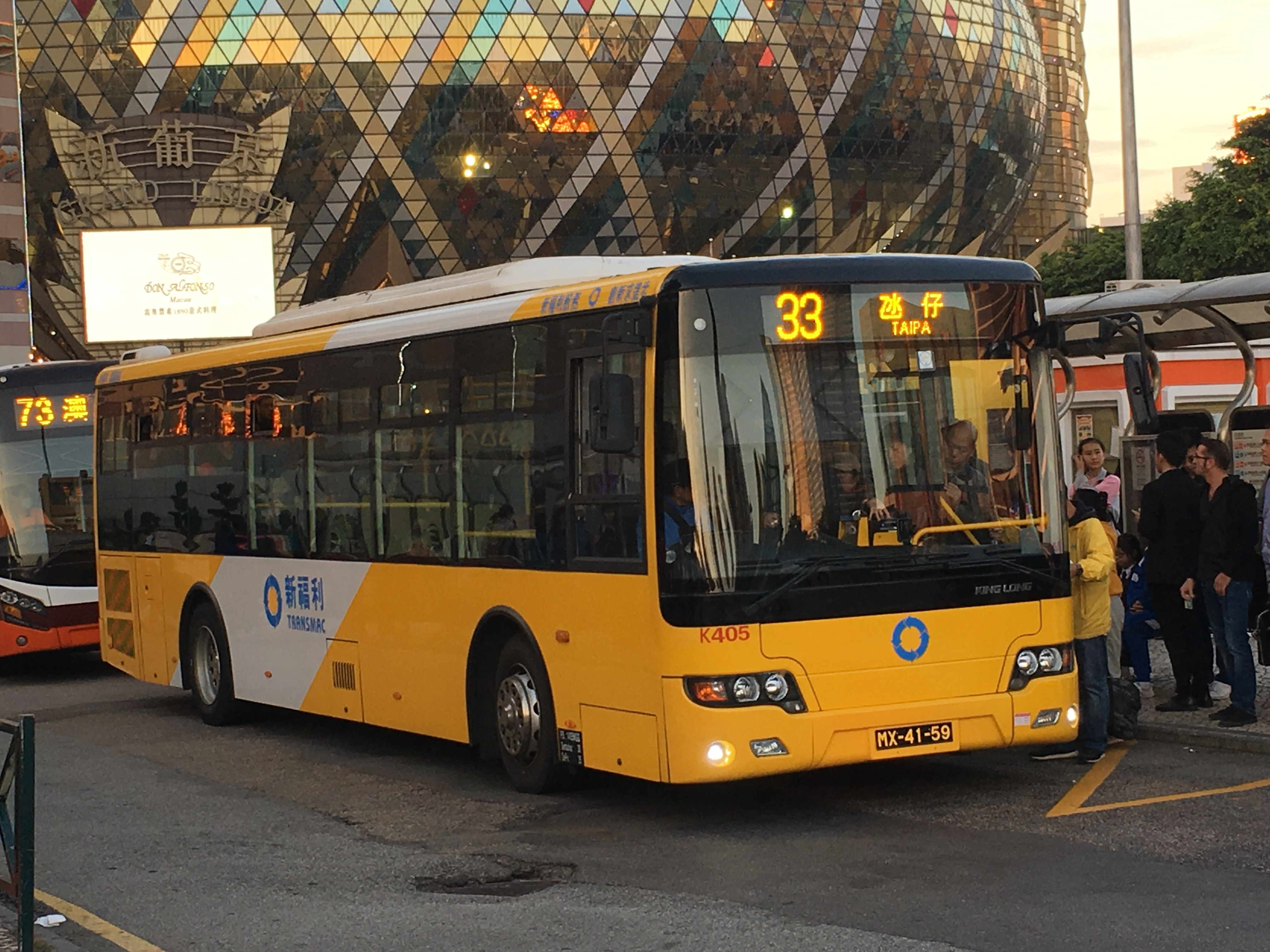
Un autobús en Macao.

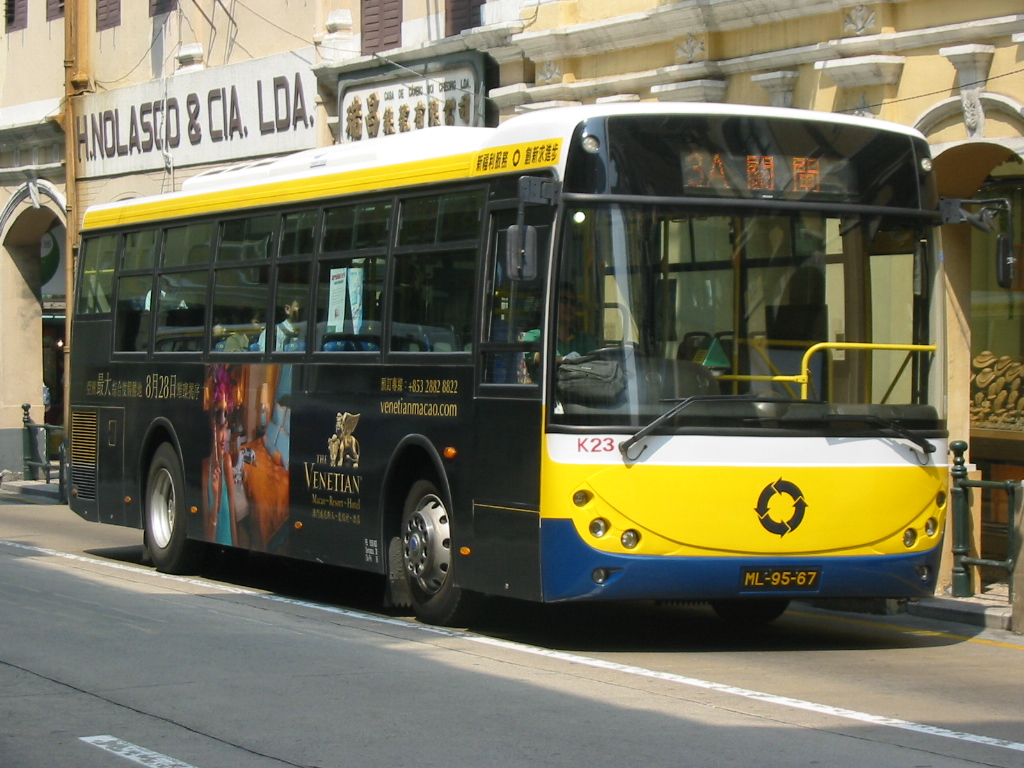
Dennis Dart SLF operando en al línea 3A.

Comenzó a operar en 1988

## Flota
| Fabricante      | Modelo | País de origen                                 | Tipo                                          | Año de fabricación | Initials of Fleet Number | Number of bus | Length (meter)  | Capacity                                                                               | Observaciones                                                                 |
| --------------- | ------ | ---------------------------------------------- | --------------------------------------------- | ------------------ | ------------------------ | ------------- | --------------- | -------------------------------------------------------------------------------------- | ----------------------------------------------------------------------------- |
| Mitsubishi Fuso | Rosa   | Japón                                          | Minibús                                       | 2013-2014          | R                        | 44            | 7.73            | L20+S15                                                                                | Versión única de dos puertas del Rosa, fabricado exclusivamente para Transmac |
| Higer           |        |                                                |                                               |                    |                          |               |                 |                                                                                        |                                                                               |
| KLQ6108GQ28E4   | China  | Autobús de piso bajo                           | 2013                                          | K                  | 23                       | 10.66         | L29+S42         | Cumple con la normativa Euro 4.                                                        |                                                                               |
| KLQ6108GQ28E4   | China  | Autobús de piso bajo                           | 2016                                          | K                  | 25                       | 10.66         | L29+S42         | - Cumple con la normativa Euro 4. - Primer modelo con el nuevo diseño de Transmac.     |                                                                               |
| KLQ6108GQ28E5   | China  | Autobús de piso bajo                           | 2016                                          | K                  | 15                       | 10.66         | L23+S50         | Distribución de asientos tipo 2+1.                                                     |                                                                               |
| KLQ6115GQ       | China  | Autobús de piso bajo                           | 2016                                          | H                  | 40                       | 11.3          | L24+S57         | - El primer autobús urbano de Macao con 3 puertas. - Equipado con sistema ECAS.        |                                                                               |
| KLQ6108GQE5     | China  | Autobús de piso bajo                           | 2017                                          | K                  | 20                       | 10.86         | L30+S36         | - The arrangement of seats at non low-floor area is changed back to 2+2 configuration. |                                                                               |
| KLQ6960GQE5     | China  | Midibús de piso bajo                           | 2017                                          | K                  | 25                       | 9.6           | L23+S38         |                                                                                        |                                                                               |
| KLQ6108GQE5     | China  | Autobús de piso bajo                           | 2018                                          | K                  | 15                       | 10.86         | L30+S35         |                                                                                        |                                                                               |
| KLQ6109GQHEV5   | China  | Autobús de piso bajo                           | 2018/2020                                     | HE                 | 10                       | 10.87         | L26+S30 L31+S40 | Primer modelo de bus híbrido de Transmac.￼ - Primer modelo de bus híbrido de Transmac. |                                                                               |
| KLQ6109GQ       | China  | Autobús de piso bajo                           | 2020                                          | K                  | 10                       | 10.88         | L29+S39         |                                                                                        |                                                                               |
| KLQ6116GHEV     | China  | Range extended electrical low floor large bus  | 2021                                          | HE                 | 24                       | 11.36         | L24+S57         | Autobús eléctrico.                                                                     |                                                                               |
| KLQ6956GHEV     | China  | Range extended electrical low floor medium bus | 2021                                          | HE                 | 20                       | 9.55          | L21+S39         | Autobús eléctrico.                                                                     |                                                                               |
| KLQ6116GHEV1    | China  | Range extended electrical low floor large bus  | 2022                                          | HE                 | 60                       | 11.36         | L27+S56         | Autobús eléctrico.                                                                     |                                                                               |
| KLQ6116GHEV2    | China  | Range extended electrical low floor large bus  | 2022                                          | HE                 | 60                       | 11.36         | L26+S56         | Autobús eléctrico.                                                                     |                                                                               |
| KLQ6106GHEV     | China  | Range extended electrical low floor medium bus | 2022                                          | HE                 | 40                       | 10.0          | L23+S39         | Autobús eléctrico.                                                                     |                                                                               |
| Yutong          | China  | ZK6128HG                                       | Low floor large bus                           | 2017               | Y                        | 10            | 12.0            | L23+S66                                                                                |                                                                               |
| Yutong          | China  | ZK6180HGH                                      | Low floor articulated bus                     | 2018               | YL                       | 1             | 18.0            | L37+S83                                                                                | Primer y único bus articulado en Macao.￼                                      |
| Yutong          | China  | ZK6116HG                                       | Low floor large bus                           | 2020               | Y                        | 10            | 10.84           | L28+S39                                                                                |                                                                               |
| Yutong          | China  | ZK6116SHEVPG                                   | Range extended electrical low floor large bus | 2021               | YE                       | 2             | 11.38           | L27+S55                                                                                |                                                                               |

## Rutas
Transmac opera las siguientes rutas en Macao:
- 1A Rua de Fai Chi Kei - Nape/Rúa de Coímbra
- 4 Fai Chi Kei - Almeida Ribeiro
- 5 Barra - Va Tai
- 5AX Torre de Macau - Va Tai
- 5X Bairro Ilha Verde - Nape
- 9 Rua dos Currais - Barra
- 9A Rua dos Currais - Torre de Macau
- 15 Jardins do Oceano - Povoação de Ka-Ho
- 15S Povoação de Ka-Ho - Jardins do Oceano
- 15T Praia de Hac Sá - Av. Vale das Borboletas
- 16 Rua dos Currais - Mercado de São Lourenço
- 16S Rua dos Currais - Barra
- 17 Jardim Camões - Centro Cultural
- 17S Nape/Rúa de Coímbra - Portas do Cerco
- 25 Portas do Cerco - Vila de Coloane
- 25AX Portas do Cerco - Av. Vale das Borboletas
- 25B Portas do Cerco - Posto Fronteiriço Macau-Hengqin
- 25BS Posto Fronteiriço Macau-Hengqin - Baía de Nossa Senhora da Esperança
- 26 Bacia Norte do Patane - Vila de Coloane
- 26A Bacia Norte do Patane - Praia de Hac Sá
- 26S Torre de Macau - Av. Vale das Borboletas
- 28C Jai Alai - R. Da Tribuna/Est. Dos Cavalheiros
- 32 Fai Chi Kei - Torre de Macau
- 32T Torre de Macau (Par. Provisória) - Praça Ferreira Amaral
- 33 Fai Chi Kei - Est. Gov. A. Oliveira
- 34 Bairro Ilha Verde - Jardins do Oceano
- 37 Chun Su Mei - Av. Son On
- 37T Edifício do Lago - Est. Da Ponta da Cabrita
- 39 Nape/Rúa de Coímbra - Edifício do Lago
- 51 Av. Vale das Borboletas - Portas do Cerco
- 51A Praia - Av. Vale das Borboletas
- 51X Praça das Portas do Cerco - Av. Vale das Borboletas
- 72 Universidade de Macau - Edifício do Lago
- 102X Posto Fronteiriço da Ponte HZM - Posto Fronteiriço Macau-Hengqin
- 701X Posto Fronteiriço Macau-Hengqin - Estrada do Istmo (operado en conjunto con TCM)
- AP1 Portas do Cerco - Aeroporto de Macau
- AP1X Portas do Cerco - Aeroporto do Macau
- H3 Av. Vale das Borboletas - Hosp. S. Januário
- MT4 Portas do Cerco - Term. Marítimo